# شارلوته دايموند
شارلوته دايموند هي مغنية كندية، ولدت في 31 يوليو 1945 في ريتشموند في كندا.

## وصلات خارجية
- شارلوته دايموند على موقع IMDb (الإنجليزية)
- شارلوته دايموند على موقع ميوزك برينز (الإنجليزية)